# Сальес-и-Барангерас, Кармен
Святая Мария дель Кармен Сальес-и-Барангерас, в монашестве Кармен Иисуса (исп. María del Carmen Sallés y Barangueras, 9 апреля 1848[…], Вик — 25 июля 1911[…], Мадрид) — испанская монахиня, основательница Конгрегации сестёр-миссионерок Непорочного Зачатия (лат. Congregationem Sororum Conceptionistarum Missionariarum, исп. Congregación de las Religiosas Concepcionistas Misioneras de la Enseñanza). Ярая сторонница равноправия и защитница прав женщин.

## Жизнь
Родилась 9 апреля 1848 года в Вике, Испания. Вторая из десяти детей Хосе Сальес-и-Валя и Франсиски Барангерас-и-дель-Планель.
В 1858 году вместе с родителями совершила паломничество в Монтсеррат, и после поездки решила посвятить свою жизнь Богу. В 1864 году объявила о своём желании стать монахиней и сумела убедить набожных родителей разорвать запланированный договорной брак. Вскоре она поступила послушницей в монастырь в Барселоне и стала помогать в реабилитации женщин, вынужденных зарабатывать на жизнь проституцией, и жертв других преступлений. Весной 1871 года присоединилась к Доминиканским сёстрам Благовещения и принесла монашеские обеты в августе 1872 года, взяв имя Кармен Иисуса.
В 1992 году покинула орден вместе с тремя другими сёстрами и основала в Бургосе Конгрегацию сестёр-миссионерок Непорочного Зачатия. Монахини сосредоточились на проповедовании нравственности и обучении девочек, чтобы тем не приходилось прибегать к проституции и другим формам моральной деградации. Конгрегация получила похвалу от папы Пия X в 1908 году; папа Пий XII одобрил орден в 1954 году. По состоянию на 2006 год орден насчитывал 519 монахинь и 66 обителей во многих странах мира.

## Почитание
Папа Иоанн Павел II беатифицировал Сальес 15 марта 1998 года на площади Святого Петра. Папа Бенедикт XVI канонизировал её 21 октября 2012 года.
День памяти — 25 июля.